# 喀尔喀蒙古语
喀尔喀蒙古语（發音：[χaɬχ ajɮˈɢʊː]），亦稱現代蒙古語，是蒙古國官方唯一的蒙古語標準音，亦是全球蒙古民族最通用的蒙古语系方言。

## 特點
一些分类下喀尔喀方言包括锡林郭勒土语、乌兰察布土语等内蒙古方言。因为蒙古语西里尔字母是基于它制定，它在事实上是蒙古的国语。方言的名称来自喀尔喀蒙古族和哈拉哈河。
标准语和口语间有许多差别。例如，标准语近指代词是基于词根ʉː/n-（除主格 in [i̠n]和宾格，后者用ʉːn-），这与卫拉特语所展现的现象一致。另一方面，口语还运用基于词根inʉːn-和inĕn-的范式。这和察哈尔蒙古语的情况很像。同一现象还可见于远指代词/tir/。
喀尔喀蒙古语可被粗略地划分为南北两种，包括苏尼特等。两种方言的共同创新有塞擦音去颚化，即/tʃ/除在*i前>/ts/和/tʃʰ/ > /tsʰ/，而南喀尔喀话则跟随察哈尔和鄂尔多斯蒙古语，展现出出于语音异化的去送气化，如*tʰatʰa > /tatʰ/。但更多蒙古学者认为喀尔喀和察哈尔间的边界等于蒙古和内蒙古喀尔喀地区的边界。
尤其在新派口音中，/p/（或/w/）> [ɸ]，如同书面蒙古语qabtasu > 苏尼特[ɢaptʰǎs] ~ [ɢaɸtʰǎs]“封面”。
一种蒙古喀尔喀方言分类将其分为3个次方言：中、西、东。蒙古西里尔字母正字法是基于中喀尔喀方言的。最大的区别是声母х在阴性词中的发音，中喀尔喀方言读如字，西喀尔喀则是送气塞音kh，东喀尔喀则是浊塞音g。例如：хөтөл（中喀尔喀），көтөл （西喀尔喀），гөтөл （东喀尔喀）。声母х在阳性词中的表现同样不一样，第二个辅音是清音时西喀尔喀方言是h（几乎脱落），在东喀尔喀则是gh。例如：хутга（中喀尔喀），hутага（西喀尔喀），гутага（东喀尔喀）。声母т在东喀尔喀方言中发作d。例如：талх（中喀尔喀），талк（西喀尔喀），далх（东喀尔喀）。

## 杨虎嫩《蒙古语》喀尔喀蒙古语分类
杨虎嫩这本《蒙古语》列出了19个喀尔喀方言：
- 蒙古：
  - 中部
    - 标准喀尔喀
      - 北喀尔喀
      - 南喀尔喀
      - 乌兰巴托方言

  - 北
    - 哈特噶勒
    - 达尔汗

  - 东南
    - 达里冈爱
- 俄罗斯：
  - 宗噶
  - 萨尔图
    - 两种方言官方归为“布里亚特”方言
- 内蒙古：
  - 乌兰察布土语：
    - 察哈尔
    - 卫拉特
    - 达尔汗
    - 四子王旗
    - 茂明安
    - 克什克腾
- 锡林郭勒土语：
  - 乌珠穆沁
  - 库希特
  - 阿巴嘎
  - 阿巴嘎淖
  - 苏尼特

## 书目
- Amaržargal， B. （1988）： BNMAU dah’ mongol helnij nutgijn ajalguuny tol’ bichig： halh ajalguu. Ulaanbaatar： ŠUA.
- Birtalan， Ágnes （2003）： Oirat. In： Janhunen （ed.） 2003： 210-228.
- Bläsing， Uwe （2003）： Kalmuck. In： Janhunen （ed.） 2003： 229-247.
- 杨虎嫩 （ed.） （2003）： The Mongolic languages. London： Routledge.
- 杨虎嫩 （2003a）： Mongol dialects. In： Janhunen 2003： 177-191.
- Ölǰeyibürin （2001）： Sünid aman ayalγun-u geyigülügči abiyalaburi-yin sistem. In： Mongγol Kele Utq-a ǰokiyal 2001/1： 16-23.
- Poppe， Nicholas （1951）： Khalkha-mongolische Grammatik. Wiesbaden： Franz Steiner.
- Sečenbaγatur， Qasgerel， Tuyaγ-a， B. ǰirannige， U Ying ǰe （2005）： Mongγul kelen-ü nutuγ-un ayalγun-u sinǰilel-ün uduridqal. Kökeqota： Öbür mongγul-un arad-un keblel-ün qoriy-a.
- Street， John （1957）： The language of the Secret history of the Mongols. American Oriental series 42.
- Svantesson， Jan-Olof， Anna Tsendina， Anastasia Karlsson， Vivan Franzén （2005）： The Phonology of Mongolian. New York： Oxford University Press.